# Région de Commandement - Capitale
La Région de Commandement-Capitale (RCC) est une formation militaire prenant part à la Force internationale d'assistance et de sécurité (ISAF) ayant son quartier général à Kaboul. Depuis le 6 août 2006, Région de Commandement-Capitale- est la nouvelle dénomination de Brigade multinationale de Kaboul (KMNB) était formé de trois groupes, chacun ayant un tiers de Kaboul sous sa responsabilité.
Le commandement du RCC est sous une responsabilité tournante  entre la Turquie, la France et l'Italie. Le général français Michel Stollsteiner était à la tête de la RCC d'août 2008 à juillet 2009; c'est actuellement le général turc Levent Çolak qui en a le commandement.
En 2010, les forces présentes sont approximativement de 6 150 hommes. La plupart des pays contributeurs ont leur troupes déployées autour de Kaboul. L'aéroport international de Kaboul est sous la responsabilité de la RCC (la Hongrie puis actuellement la Belgique). Depuis 2002, la ville est sous la protection conjointe des forces afghanes avec celles de la coalition.

## Contribution française
La participation des Forces françaises en Afghanistan comprenait en 2009 avant la création de la brigade La Fayette qui a regroupé depuis les unités de combats environ 1 600 militaires, répartis entre :
Un état-major, commandé par le général français Marcel Druart.
L’état-major compte 135 personnes de 12 nationalités différentes, dont 85 Français. 
Bataillon de Commandement et de Soutien commandé par le colonel Thierry Lasserre.
Le BCS a pour vocation d'assurer le soutien logistique des unités françaises en Afghanistan : BatFra, GTIA Kapisa, OMLT assuré par un pont aérien pouvant aller transporter 350 tonnes en une semaine. Effectifs : 416 personnels (14 juillet 2009).
Bataillon français de Kaboul (BatFra)
Groupement tactique interarmes à 3 compagnies d'infanterie, un Escadron de reconnaissance et d'investigation, une compagnie de génie et une batterie de mortiers lourds. Basé en partie au camp de Warehouse (Kaboul). Issu désormais d’unités de la 6e Brigade légère blindée (Nîmes), le BATFRA comprend une unité de commandement et de logistique, trois compagnies d’infanterie du 2e Régiment étranger d’infanterie, un escadron de recherche et d’investigation du 1er Régiment étranger de cavalerie (Orange), une compagnie du 1er Régiment étranger de génie (Nîmes) et une batterie d’appui mortiers du 3e Régiment d’artillerie de marine (Canjuers). Effectifs : 1 000 hommes.
Détachement hélicoptères (DETHELICO)11 hélicoptères
Détachement interarmées comprenant 5 hélicoptères de transport tactique (3 EC-725 Caracal et 2 AS-532 Cougar), 3 hélicoptères de reconnaissance Gazelle-Viviane et 3 hélicoptères de combat EC-665 Tigre basée à l'aéroport international de Kaboul. Effectifs : 150 hommes (octobre 2009).